# Raiano
Raiano là một đô thị thuộc tỉnh L'Aquila trong vùng Abruzzo của Ý. Ý. Đô thị này có diện tích km², dân số người. Các đô thị giáp ranh gồm: Castel di Ieri, Castelvecchio Subequo, Corfinio, Goriano Sicoli, Molina Aterno, Pratola Peligna, Prezza, Vittorito.